# Thai Lion Air
Thai Lion Mentari Co. Ltd, que opera como Thai Lion Air (en tailandés: ไทยไลอ้อนแอร์), es una aerolínea de bajo costo tailandesa con sede en Bangkok.
Su base principal es el Aeropuerto Internacional Don Mueang, con planes para servir vuelos de cabotaje e internacionales desde otras ciudades de Tailandia.
Su vuelo inaugural fue el 4 de diciembre de 2013 en la ruta Bangkok - Chiang Mai. El 10 de diciembre de 2013 concluyó un acuerdo con la también subsidiaria de Lion Air, Malindo Air, permitiendo a ambas aerolíneas servir un vuelo entre Kuala Lumpur y Bangkok.

## Flota

### Flota Actual
La librea de Thai Lion Air es esencialmente la misma de su empresa matriz, Lion Air, y todas las filiales de ésta, excepto, Batik Air. Su flota se compone de las siguientes aeronaves a abril de 2024, con una edad media de 9,5 años: